# Tip in Tap (maskoti)
Tip in Tap sta bili uradni maskoti Svetovnega prvenstva v nogometu 1974. Sta rdečelična dečka, oblečena v opravo nemške nogometne reprezentance. Na majici levega je napis WM, na majici desnega pa 74, skupaj torej "WM 74", kar stoji za "Weltmeisterschaft 74" ("Svetovno prvenstvo 74"). Levi deček ima v desni roki žogo. 
Tip in Tap sta bila tretji maskoti Svetovnih prvenstev v nogometu. Nemški organizatorji so se oklenili mehiškega zgleda maskote Juanito, torej človeške maskote. Vendar želeli so imeti boljšo maskoto, zato so dodali še enega dečka - ravno tako igrivega kolega.  Izbira dečka za maskoto je bila namenjena tudi popularizaciji športa pri mladih. Navado človeške maskote so nadaljevali nato argentinski organizatorji leta 1978, ne pa tudi španski leta 1982.
Maskoti sta prav tako imeli simboličen pomen. Eden od njiju je bil črnolas in majhen, drugi pa blondinec in velik. Simbolika različnosti je v tem, da so organizatorji želeli zbližati oba dečka, ki bi prav lahko predstavljala tudi obe Nemčiji.  Dečka sta tako predstavljala bratstvo obeh Nemčij. 
Izmed dečkov je Tip črnolas in manjši deček, ki nosi v roki nogometno žogo, Tap pa je višji in svetlolasi deček. 